# Чемпіонат СРСР з легкої атлетики в приміщенні 1972
Чемпіонат СРСР з легкої атлетики в приміщенні 1972 року був проведений 24-27 лютого в Москві в легкоатлетичному манежі Зимового стадіону «Спартак».

## Медалісти

### Чоловіки
| Дисципліни             | Золото                           | Золото  | Срібло                              | Срібло  | Бронза                        | Бронза  |
| ---------------------- | -------------------------------- | ------- | ----------------------------------- | ------- | ----------------------------- | ------- |
| 60 метрів              | Олександр Корнелюк Москва        | 6,5     | Юрій Силов Рига                     | 6,7     | Олександр Євтюхов Мінськ      | 6,8     |
| 100 метрів             | Володимир Ловецький Мінськ       | 10,5    | Хаджі Рахманов Ашхабад              | 10,5    | Олександр Багаєв Новосибірськ | 10,6    |
| 600 метрів             | Станіслав Мещерських Свердловськ | 1.19,7  | Володимир Пономарьов Ростов-на-Дону | 1.19,9  | Володимир Дацюк Харків        | 1.20,1  |
| 1500 метрів            | Олег Райко Ленінград             | 3.48,2  | Віктор Семяшкін Ленінград           | 3.48,2  | В'ячеслав Кулаков Москва      | 3.48,4  |
| 3000 метрів            | Юріс Грустиньш Рига              | 8.04,2  | Віктор Черняєв Москва               | 8.04,6  | Володимир Афонін Москва       | 8.04,8  |
| 60 метрів з бар'єрами  | Анатолій Мошіашвілі Тбілісі      | 7,6 NIB | Олександр Морозов Москва            | 7,7     | Олександр Синицин Київ        | 7,7     |
| 110 метрів з бар'єрами | Віктор Мясников Мінськ           | 13,8    | Борис Піщулин Ленінград             | 13,9    | Віктор Баліхін Мінськ         | 14,0    |
| Стрибки у висоту       | Юрі Тармак Ленінград             | 2,20 м  | Кестутіс Шапка Вільнюс              | 2,20 м  | Валентин Гаврилов Москва      | 2,17 м  |
| Стрибки з жердиною     | Євген Тананика Харків            | 5,20 м  | Геннадій Гусев Львів                | 5,10 м  | Яніс Лауріс Рига              | 5,10 м  |
| Стрибки у довжину      | Тину Лепік Таллінн               | 7,72 м  | Володимир Скибенко Ростов-на-Дону   | 7,58 м  | Валерій Верескун Севастополь  | 7,54 м  |
| Потрійний стрибок      | Віктор Санєєв Сухумі             | 16,94 м | Михайло Барибан Краснодар           | 16,68 м | Геннадій Савлевич Львів       | 16,43 м |
| Штовхання ядра         | Валерій Войкін Ленінград         | 19,42 м | Олександр Баришников Ленінград      | 19,28 м | Рімантас Плунге Каунас        | 18,26 м |

### Жінки
| Дисципліни             | Золото                    | Золото  | Срібло                     | Срібло  | Бронза                   | Бронза  |
| ---------------------- | ------------------------- | ------- | -------------------------- | ------- | ------------------------ | ------- |
| 60 метрів              | Надія Бесфамільна Москва  | 7,4     | Марина Сидорова Ленінград  | 7,5     | Галина Бухаріна Москва   | 7,5     |
| 100 метрів             | Галина Мітрохіна Москва   | 11,8    | Валентина Петіна Львів     | 11,9    | Наталія Чистякова Москва | 11,9    |
| 600 метрів             | Надія Колесникова Москва  | 1.30,3  | Нійоле Сабайте Вільнюс     | 1.30,6  | Сарміте Штула Рига       | 1.32,4  |
| 1500 метрів            | Тамара Пангелова Київ     | 4.18,7  | Тетяна Казанкіна Ленінград | 4.20,2  | Ольга Двірна Іваново     | 4.27,0  |
| 60 метрів з бар'єрами  | Любов Кононова Алма-Ата   | 8,3     | Тетяна Антарян Алма-Ата    | 8,4     | Людмила Ієвлєва Тбілісі  | 8,5     |
| 100 метрів з бар'єрами | Віра Ткаченко Караганда   | 13,9    | Тетяна Антарян Алма-Ата    | 14,0    | Євгенія Фролова Фрунзе   | 14,1    |
| Стрибки у висоту       | Валентина Чулкова Ташкент | 1,80 м  | Галина Філатова Ярославль  | 1,80 м  | Валентина Авілова Одеса  | 1,77 м  |
| Стрибки у довжину      | Надія Барибан Краснодар   | 6,17 м  | Хелена Ринга Рига          | 6,16 м  | Ніна Патькова Ленінград  | 6,10 м  |
| Штовхання ядра         | Надія Чижова Ленінград    | 18,47 м | Галина Некрасова Москва    | 18,14 м | Антоніна Іванова Москва  | 17,66 м |

## Медальний залік
| Місце | Команда         | Золото | Срібло | Бронза | Загалом |
| ----- | --------------- | ------ | ------ | ------ | ------- |
| 1     | Ленінград       | 4      | 5      | 1      | 10      |
| 2     | Москва          | 4      | 4      | 6      | 14      |
| 3     | РРФСР           | 2      | 4      | 2      | 8       |
| 4     | УРСР            | 2      | 2      | 5      | 9       |
| 5     | Казахська РСР   | 2      | 2      | 0      | 4       |
| 6     | Білоруська РСР  | 2      | 0      | 2      | 4       |
| 7     | Грузинська РСР  | 2      | 0      | 1      | 3       |
| 8     | Латвійська РСР  | 1      | 2      | 2      | 5       |
| 9     | Узбецька РСР    | 1      | 0      | 0      | 1       |
| 9     | Естонська РСР   | 1      | 0      | 0      | 1       |
| 10    | Литовська РСР   | 0      | 2      | 1      | 3       |
| 11    | Туркменська РСР | 0      | 1      | 0      | 1       |
| 11    | Киргизька РСР   | 0      | 1      | 0      | 1       |

## Командний залік
Командний залік офіційно визначався в розрізі спортивних товариств та відомств.
| Місце                                              | Команда                                          | Очки                                             |
| І група (загальносоюзні товариства та відомства)   | І група (загальносоюзні товариства та відомства) | І група (загальносоюзні товариства та відомства) |
| -------------------------------------------------- | ------------------------------------------------ | ------------------------------------------------ |
| 1                                                  | Динамо                                           | 856                                              |
| 2                                                  | Збройні Сили                                     | 727                                              |
| 3                                                  | Буревісник                                       | 679                                              |
| 4                                                  | Спартак                                          | 589                                              |
| 5                                                  | Зеніт                                            | 437                                              |
| 6                                                  | Труд                                             | 360                                              |
| 7                                                  | Локомотив                                        | 359                                              |
| 8                                                  | Трудові резерви                                  | 310                                              |
| ІІ група (республіканські товариства та відомства) |                                                  |                                                  |
| 1                                                  | Калев                                            | 74                                               |
| 2                                                  | Урожай                                           | 64                                               |
| 3                                                  | Колос                                            | 55                                               |